# 宮野ケイジ
宮野 ケイジ（みやの けいじ、1965年1月3日 - ）は日本の 映画監督 、映像作家、脚本家、演出家。

## 来歴
1965年 京都府京都市生まれ、舞鶴市、城陽市などで育つ。
高校在学中からバンド活動をはじめ、卒業後、ロックミュージシャンを目指して上京。インディーズバンド活動をした後、映像制作会社へ入社。CMディレクターとして映像キャリアをスタートし、企業プロモーション、大型イベント等幅広く映像ディレクションを手がけ、「日本産業映画コンクール」企業部門・最優秀作品賞をはじめ、多数の賞を受賞する。その後、リアルアウトローを追うドキュメンタリーなどを手がけ、不良性感度の高い映像作家として注目を集める。
映画「不良少年 3,000人の総番(アタマ)」(主演・斎藤工 / 配給・東映) で、2012年、47歳で、映画監督・脚本家デビュー。
画家の竹久夢二を描いた映画「夢二～愛のとばしり」(主演・駿河太郎 / 配給・ストームピクチャーズ) から、企画・監督・脚本の全てを手がけ、「Japan Film Festival LA 2015」にて、最優秀作品賞を受賞。日米合作映画「殺る女」(主演・知英  / 2018年10月公開)は、2016年「富川国際ファンタスティック映画祭」正式出品。
北海道を舞台にした映画「ニート・ニート・ニート」(主演・安井謙太郎 / 2018年11月公開)は、「ゆうばり国際ファンタスティック映画祭 2019」にて、特別上映され話題になり、2019年6月11日付 映画DVD オリコンチャート第1位、第73回毎日映画コンクール TSUTAYAプレミアム映画ファン賞「日本映画部門」 第2位を獲得。

## 作品

### 映画
- 『CHICANO LiveTour in Japan』　(2010年)
- 『不良少年 3000人の総番（アタマ）』(2012年　東映)※
- 『夢二〜愛のとばしり』（2016年）※[2] [3]
- 『殺る女』(2018年10月)※
- 『ニート・ニート・ニート』(2018年11月)※
- 『さよなら、バンドアパート』(2022年7月)※

### 配信ショートフィルム
- 『フレームを外れたところ…』(2024年8月)※
- 『少女Ａ〜午前0時のLOVE STORIES〜』(2024年9月)
- 『星屑のステージ〜午前0時のLOVE STORIES〜』(2024年12月)

　　※は脚本も兼務